# Brot und Salz

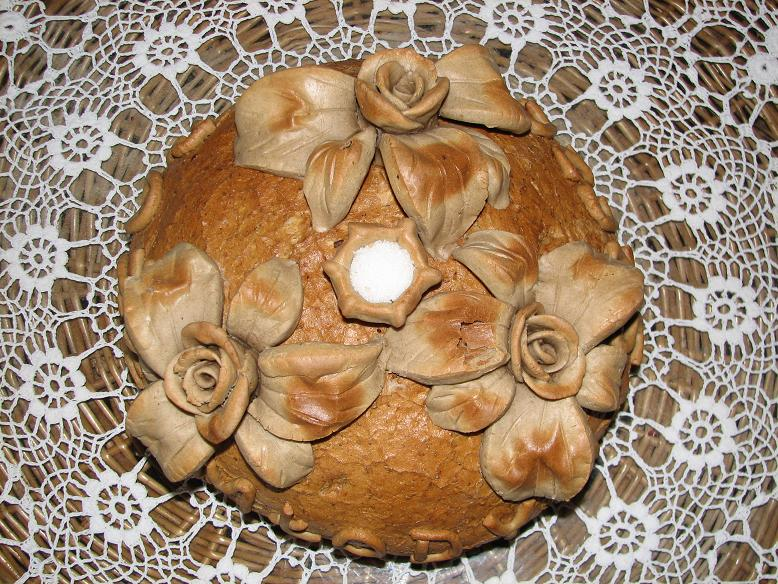
Brot und Salz

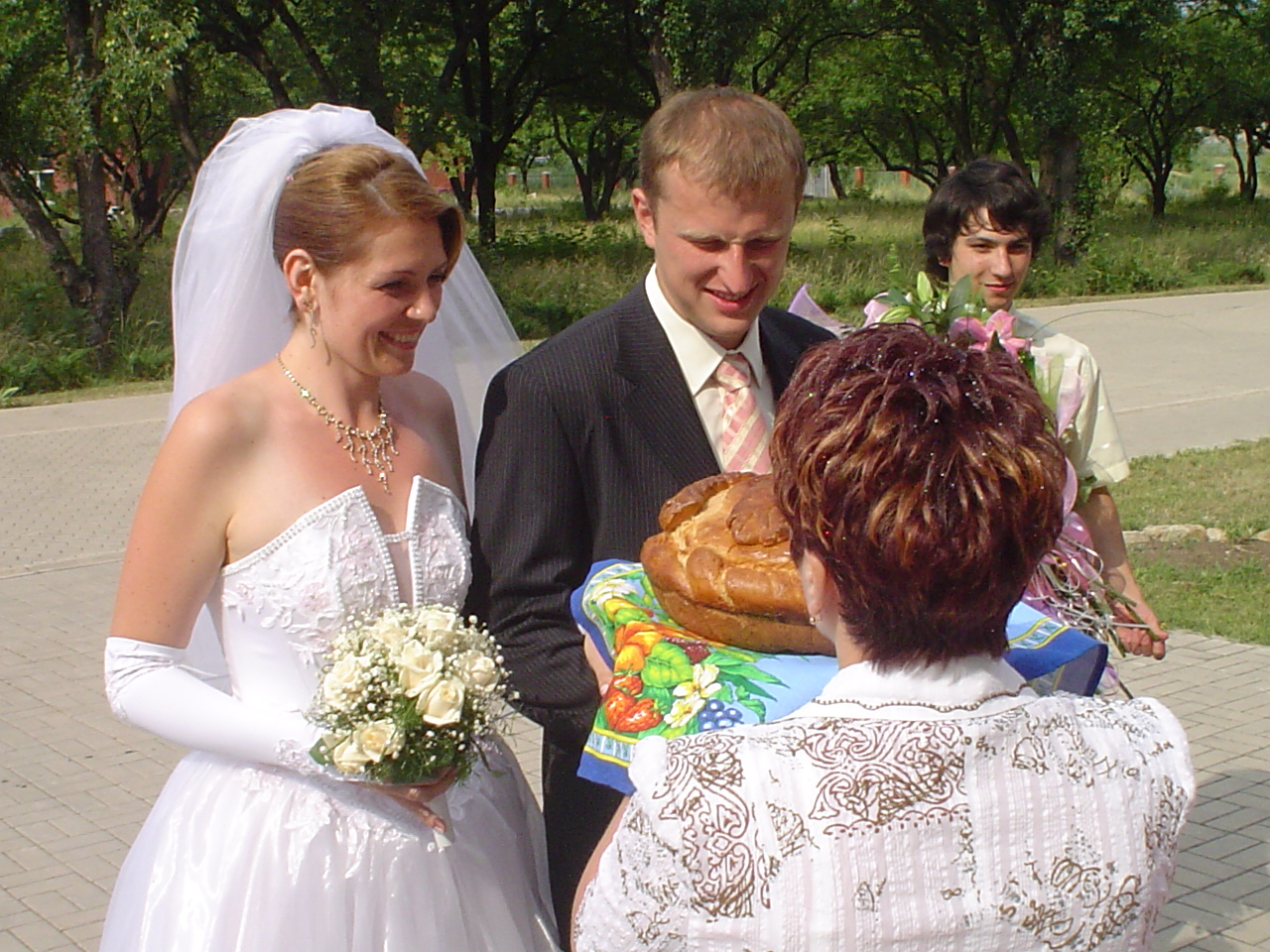
Brot und Salz für ein Brautpaar in der Ukraine

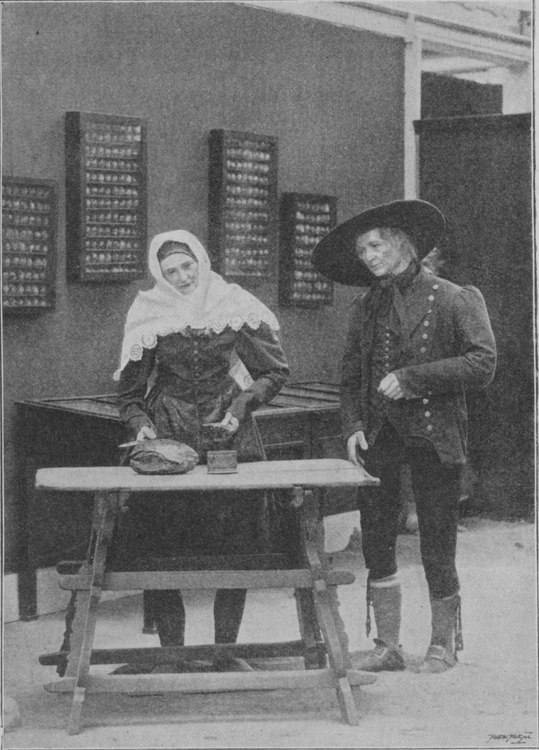
Ein Paar in Troubsko begrüßt seine Gäste mit Salz und Brot, nachgestellt in der „Tschechischen und Slawischen ethnografischen Ausstellung“ in Prag 1895

Brot und Salz sind als symbolhaftes Geschenk in vielen Ländern ein Brauch, der bei unterschiedlichen Gelegenheiten gepflegt wird. Anlässe sind unter anderem der Besuch von willkommenen Gästen, der Einzug in eine neue Wohnung oder der Eintritt in den Ehestand.

## Geschichte
Brot und Salz galten und gelten in vielen Kulturkreisen als die Grundnahrungsmittel schlechthin. Beide Lebensmittel durften auch in einem einfachen oder ärmlichen Haushalt nicht fehlen. Dabei stand ihr Vorhandensein nicht nur in einem Zusammenhang mit geleisteter Arbeit. Stärker als heute empfand man in früheren Zeiten die Abhängigkeit von nicht beherrschbaren Faktoren. Dazu gehörten unter anderem Naturkatastrophen, Missernten und Kriege, hinter denen man übernatürliche Mächte vermutete. Deshalb waren das tägliche Brot sowie das Salz in der Suppe Geschenke des Himmels, die erbeten und bei besonderen Gelegenheiten in Glück- und Segenswünschen einander zugesprochen werden wollten. Als Himmelsgeschenke wurden Brot und Salz auch zu Abwehrmitteln gegen das Böse.
Nicht nur für die Mitglieder eines Haushalts, auch für den unangemeldeten Gast mussten genügend Brot und Salz zur Verfügung stehen. Bei verschiedenen Völkern spielte der gemeinsame Verzehr der beiden Grundnahrungsmittel im Zusammenhang der „Idee des Gast-, Schutz- und Freundschaftsrechtes“ eine große Rolle. Hier entstanden wie zum Beispiel im alten Israel sogenannte Salzbündnisse, die als unverbrüchlich angesehen wurden.
Mit der Zeit wurden Brot und Salz zu Metaphern für das Lebensnotwendige (Brot) und für die nötige Würze (aber auch Bewahrung) des Lebens (Salz). In seiner Auslegung der vierten Vaterunser-Bitte füllte Martin Luther den Begriff tägliches Brot zum Beispiel so: „Alles, was not tut für Leib und Leben, wie Essen, Trinken, Kleider, Schuh, Haus, Hof, Acker, Vieh, Geld und Gut, fromme Eheleute, fromme Kinder, fromme Gehilfen, fromme und treue Oberherren, gute Regierung, gut Wetter, Friede, Gesundheit, Zucht, Ehre, gute Freunde, getreue Nachbarn und desgleichen.“

## Symbolik
Die Gabe symbolisiert den Wunsch für Gemeinschaft, Wohlstand und Sesshaftigkeit. Zugleich soll die Gabe vor dem Teufel sowie vor bösem Zauber und Verwünschungen schützen. Denn Salz war besonders kostbar: Es diente auch zur Konservierung von Lebensmitteln.
In der Antike war die griechische Göttin Demeter – mit der römischen Entsprechung der Ceres – zuständig für die Fruchtbarkeit des Getreides. Römische Soldaten erhielten als Entlohnung das salarium.
In der Bibel heißt es über das Brot: „Jesus antwortete ihnen: Ich bin das Brot des Lebens; wer zu mir kommt, wird nie mehr hungern, und wer an mich glaubt, wird nie mehr Durst haben“ (Joh 6,35 ). Der Vers „Ihr seid das Salz der Erde […]“ (Matthäus 5,13 ) bezieht sich auf das Alte Testament, wo der Ausdruck „Salzbund“ in Num 18,19  als Symbol der Beständigkeit verwendet wird.

## Redensarten, Brauchtum, Aberglauben
Die Wertschätzung von Brot und Salz als Grundnahrungsmittel gehört zu den am tiefsten verwurzelten Volksanschauungen, weswegen es auch gemeinsam auf Brot und Salz bezogene Redensarten gibt, so etwa „Salz und Brot machen Wangen rot.“ und „Mit Salz und Brot zufrieden sein“ (für genügsam, bescheiden sein). Im Erzgebirge hieß es „Dar hot immer geschanzt wi eener, dar's Salz ufs Brut nutwend'g braucht“ (für er hat kein Vermögen).
Mit Brot und Salz werden traditionell Gäste als Zeichen der Gastfreundschaft willkommen geheißen. Zudem wurden und werden Brot und Salz aus verschiedenen Anlässen verschenkt:
- zur Hochzeit für ein dauerndes Bündnis zwischen den Eheleuten,
- zum Einzug in ein Haus oder eine Wohnung, um Sesshaftigkeit, Wohlstand und Fruchtbarkeit zu wünschen, häufig verbunden mit dem Vers „Brot und Salz, Gott erhalt’s“.[7]

Auch in anderen Kultur- und Sprachgebieten existieren auf Brot und Salz bezogene Redensarten und Sprichwörter:
- „Zwischen mir und ihm ist Brot und Salz.“ (Versöhnung und Freundschaft) (Arabisch)
- „Wer mit dir Salz und Brot aß, der betrügt dich nicht.“ (Arabisch)
- „Verschmähen mögest du bei mir nicht Salz und Brot.“ (Persisch)
- „Iss Brot und Salz und sprich die Wahrheit.“ (Russisch)
- „Befolge den Rat von alten Menschen und Verheirateten. Sie haben viel Brot und Salz gegessen.“ (Griechisch)

Auch im Aberglauben spielten Brot und Salz eine Rolle: Sie wurden in Norddeutschland und Böhmen einem Neugeborenen in die Windel gelegt. In Siebenbürgen dienten Brot und Salz dem Schutz vor Wetterdämonen. In der Volksmedizin wurden Brot und Salz fiebersenkende Wirkung zugeschrieben.